# Pablo Pérez López
Pablo Pérez López (Zamora, 4 de julio de 1961) es un historiador español, catedrático de Historia Contemporánea, profesor en las universidades de Valladolid y Navarra. 

## Biografía
Nacido en Zamora en 1961, catedrático de Historia Contemporánea en la Universidad de Valladolid desde 1996, pasó a la de Navarra en 2013, donde se ocupa también de la dirección científica del Instituto Cultura y Sociedad (ICS) y dirige el Grupo de Investigación en Historia Reciente (GIHRE).
Tras comenzar sus investigaciones a caballo entre la historia de la política y la del periodismo con su tesis Católicos, política e información. Diario regional de Valladolid, 1931-1980 (1992), ha cultivado la historia contemporánea de España y Francia, en especial desde el género biográfico, que ha transitado con estudios sobre Charles de Gaulle (2003, 2020) y Leopoldo Calvo-Sotelo (con José-Vidal Pelaz, 2025).
En el ámbito del ensayo es autor de De mayo del 68 a la cultura woke (2024), además de numerosos artículos y colaboraciones en medios de comunicación. 
Es miembro de la comisión académica de la Fundación Transición Española.
Autor de más de cien textos de naturaleza académica entre artículos, capítulos de libro y monografías; ha dirigido más de quince tesis doctorales.